# Botschetschky
Botschetschky (ukrainisch Бочечки; russisch Бочечки Botschetschki) ist ein Dorf im Westen der ukrainischen Oblast Sumy mit etwa 1080 Einwohnern.

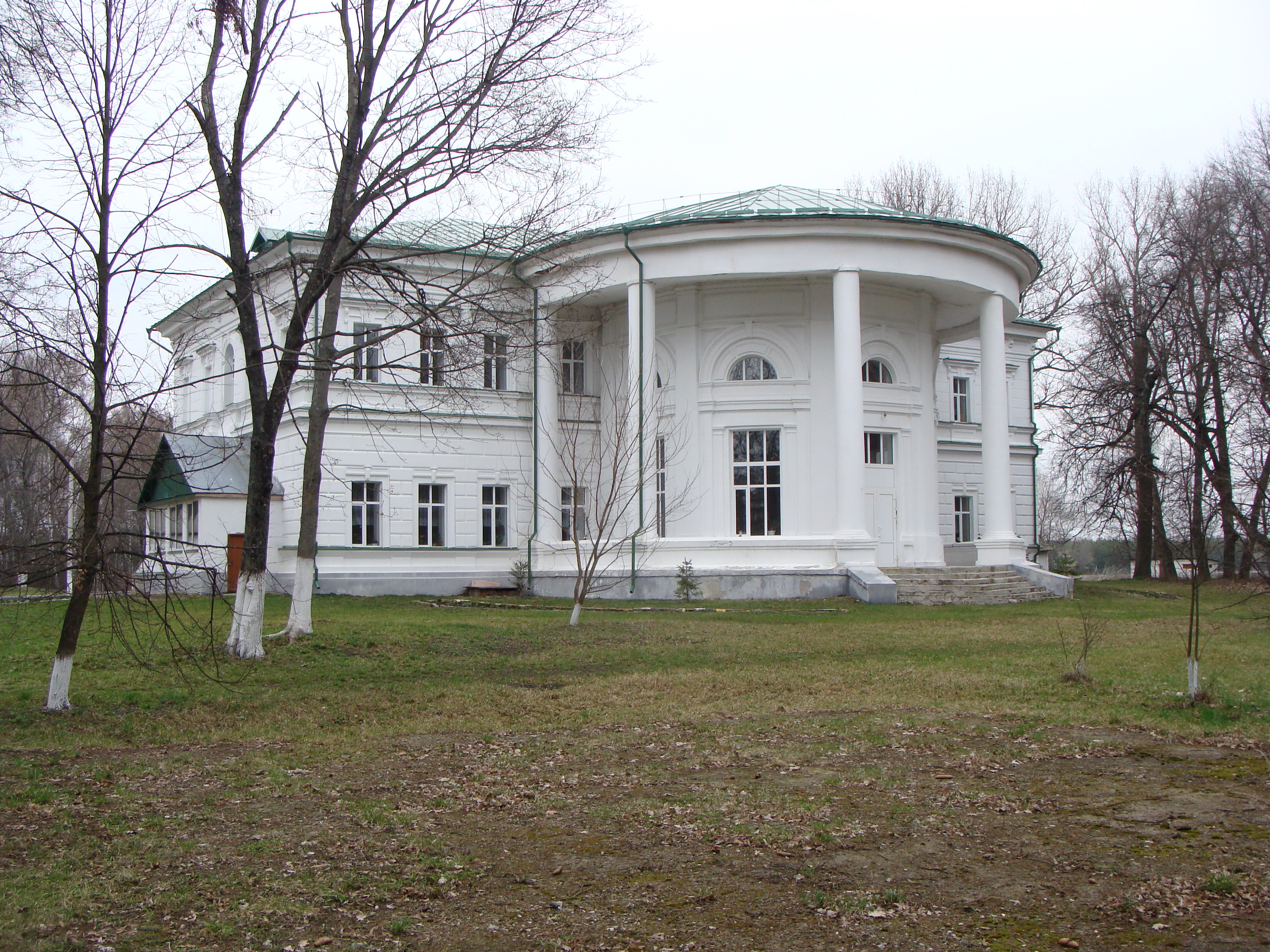
Herrenhaus im Ort

Das Dorf wurde 1680 gegründet und liegt an der ukrainischen Regionalstraße R-60, 15 Kilometer östlich der Rajonshauptstadt Konotop und 105 Kilometer nordwestlich der Oblasthauptstadt Sumy.

## Verwaltungsgliederung
Am 4. Januar 2017 wurde das Dorf zum Zentrum der neugegründeten Landgemeinde Botschetschky (Бочечківська сільська громада/Botschetschkiwska silska hromada). Zu dieser zählten auch die 9 in der untenstehenden Tabelle aufgelisteten Dörfer, bis dahin bildete es die gleichnamige Landratsgemeinde Botschetschky (Бочечківська сільська рада/Botschetschkiwska silska rada) im Nordosten des Rajons Konotop.
Am 12. Juni 2020 kamen noch die 3 Dörfer Anjutyne, Bereschne und Duchaniwka zum Gemeindegebiet.
Folgende Orte sind neben dem Hauptort Botschetschky Teil der Gemeinde:
| Name                     | Name       | Name                         |
| ukrainisch transkribiert | ukrainisch | russisch                     |
| ------------------------ | ---------- | ---------------------------- |
| Anjutyne                 | Анютине    | Анютино (Anjutino)           |
| Bereschne                | Бережне    | Бережное (Bereschnoje)       |
| Bondari                  | Бондарі    | Бондари                      |
| Chyschky                 | Хижки      | Хижки (Chischki)             |
| Duchaniwka               | Духанівка  | Духановка (Duchanowka)       |
| Kosazke                  | Козацьке   | Казацкое (Kasazkoje)         |
| Nowomutyn                | Новомутин  | Новомутин (Nowomutin)        |
| Pryluschschja            | Прилужжя   | Прилужье (Priluschje)        |
| Sawojske                 | Савойське  | Савойское (Sawoiskoje)       |
| Sachny                   | Сахни      | Сахны                        |
| Schtschekynske           | Щекинське  | Щёкинское (Schtschokinskoje) |
| Wowtschyk                | Вовчик     | Вовчик (Wowtschik)           |